# Adolf Míšek
Adolf Míšek (29. srpna 1875 Modletín – 20. října 1955 Praha) byl český kontrabasista a hudební skladatel.

## Život
Byl synem tkalce a venkovského muzikanta. Vystudoval konzervatoř ve Vídni a po návratu do Čech převzal otcovu kapelu v Chotěboři. V roce 1898 se stal členem orchestru dvorní opery ve Vídni. Účastnil se činnosti vídeňských krajanských spolků. Byl sbormistrem pěveckého sboru Tovačovský a dirigentem Českého akademického orchestru. V letech 1910–1914 byl profesorem hry na kontrabas na Nové vídeňské konzervatoři. Po vzniku republiky se stal koncertním mistrem orchestru Národního divadla v Praze a působil i jako pedagog.

## Dílo

### Skladby pro kontrabas
- Capriccio (1899)
- Koncertní polonéza (1903)
- Legenda op. 3 (1903)
- Sonata A-dur op. 5 (1909)
- Sonata e-moll op. 6 (1911)
- Sonata F-dur op. 7 (rev. 1955)

### Komorní skladby
- Kinderherzen op. 21 pro housle (1903)
- Drei Tonstücke op. 22 pro housle(1904)
- Sonatinka pro housle ve snadném slohu
- Houslová sonáta E-dur
- Sonatina pro violoncello
- Idyla pro violoncello
- Klavírní trio op. 20 (1904)
- Smyčcový kvartet A-dur
- Smyčcový kvartet D-dur
- Smyčcový kvintet Es-dur

### Písně
- Čtverlístek písní op. 11
- Zdrávas Maria
- Čtvero písní (1930)

### Instruktivní literatura
- Studie stupnic, trojzvuků a čtverozvuků s klavírem

Psal sborové úpravy lidových písní, upravoval skladby pro housle a kontrabas a zkomponoval i řadu pochodů a příležitostných skladeb pro dechovou hudbu.